# Amalgam Comics
La Amalgam Comics è stato un marchio editoriale statunitense di fumetti nato da una collaborazione tra la Marvel Comics e la DC Comics, nel quale le due case editrici mescolarono i loro personaggi per crearne dei nuovi (ad esempio Batman della DC e Wolverine della Marvel diventarono il personaggio Amalgam Dark Claw). Questi personaggi apparvero in una serie di dodici numeri speciali che furono pubblicati nel 1996 in seguito alla miniserie Marvel contro DC. Una seconda serie di altri dodici numeri seguì l'anno successivo.

## Origine fittizia
I due universi fumettistici si incontrano quando le incarnazioni dei rispettivi universi (chiamati "i Fratelli") diventano coscienti l'uno dell'altro dopo eoni di sonno. Per impedire ai Fratelli di distruggersi a vicenda, i personaggi di ciascun universo combattono per decidere quale universo sarebbe dovuto sopravvivere; gli esiti di molti combattimenti sono stati decisi dai lettori con votazioni on-line.
Quando le battaglie si concludono (incluse le discusse vittorie di Wolverine e Tempesta rispettivamente su Lobo e Wonder Woman, e di Superman e Aquaman rispettivamente su Hulk e Namor) nessun universo è tuttavia disposto ad andarsene; per impedire la distruzione totale, lo Spettro e il Tribunale vivente creano un universo mescolato, nel quale solo il guardiano dei mondi Axel Asher (Access), il Dottor Strange e il Dottor Fate conoscono la verità.
Alla fine Access riesce a separare i Fratelli con l'aiuto degli eroi Amalgam e tutto torna alla normalità.
La Marvel Encyclopedia: Fantastic Four classifica l'universo Amalgam come "Terra-9602" nell'ambito del multiverso Marvel.

## Storie Amalgam
Per due mesi la Marvel e la DC pubblicarono i fumetti della casa editrice Amalgam Comics, trattandola come se fosse sempre esistita e dandole una storia fittizia che durava fin dalla Golden Age, con maxi-eventi e crossover come "Secret Crisis of the Infinity Hour" (un amalgama di Secret Wars, Crisis on Infinite Earths, Infinity Gauntlet e Zero Hour), tra cui una versione Amalgam della copertina di Crisis on Infinite Earths n. 7, dove Super-Soldato regge il corpo senza vita della sua spalla.

### Aprile 1996
- Amazzone (Amazon n. 1) - storia e disegni di John Byrne
- Assassins (Assassins n. 1) - storia di Dan Chicester, disegni di Scott McDaniel
- Bruce Wayne, agente dello S.H.I.E.L.D. (Bruce Wayne, Agent of S.H.I.E.L.D n. 1) - storia di Chuck Dixon, disegni di Cary Nord
- Dottor Strangefate (Doctor Strangefate n. 1) - storia di Ron Marz, disegni di Jose Luis Garcia-Lopez
- JLX (JLX n. 1) - storia di Gerard Jones e Mark Waid, disegni di Howard Porter
- Le leggende dell'artiglio oscuro (Legends of the Dark Claw n. 1) - storia di Larry Hama, disegni di Jim Balent
- Magneto e i Magnetic Men (Magneto and the Magnetic Men n. 1) - storia di Gerard Jones, disegni di Jeff Matsuda
- Pallottole e bracciali (Bullets and Bracelets n. 1) - storia di John Ostrander, disegni di Gary Frank
- Pattuglia-X (X-Patrol n. 1) - storia di Karl e Barbara Kesel, disegni di Roger Cruz
- Ragno-Boy (Spider-Boy n. 1) - storia di Karl Kesel, disegni di Mike Wieringo
- Speed Demon (Speed Demon n. 1) - storia di Howard Mackie e James Felder, disegni di Salvador Larroca e Al Milgrom
- Super Soldato (Super Soldier n. 1) - storia di Mark Waid e Dave Gibbons, disegni di Dave Gibbons

### Giugno 1997
- I 4 fantastici esploratori (Challengers of the Fantastic n. 1) - storia di Karl Kesel, disegni di Tom Grummett
- Le avventure di Dark Claw (Dark Claw Adventures n. 1) - storia di Ty Templeton, disegni di Ty Templeton e Rick Burchett
- Bat-Thing (Bat-Thing n. 1) - storia di Larry Hama, disegni di Rodolfo Damaggio
- L'excitante Pattuglia-X (Exciting X-Patrol n. 1) - storia di Barbara Kesel, disegni di Bryan Hitch
- Generation Hex (Generation Hex n. 1) - storia di Peter Milligan, disegni di Adam Pollina
- Iron Lantern (Iron Lantern n. 1) - storia di Kurt Busiek, disegni di Paul Smith
- JLX (JLX Unleashed n. 1) - storia di Christopher Priest, disegni di Oscar Jimenez
- Lobo il papero (Lobo the Duck n. 1) - storia di Alan Grant, disegni di Val Semeiks
- I Magnetic Men con Magneto (Magnetic Men featuring Magneto n. 1) - storia di Tom Peyer, disegni di Barry Kitson
- Ragno-Boy Team-up (Spider-Boy Team Up n. 1) - storia di R. K. Sternsel, disegni di Joe Ladronn
- Super Soldato (Super Soldier: Man of War n. 1) - storia di Mark Waid e Dave Gibbons, disegni di Dave Gibbons
- Thorion e i nuovi Asgodei (Thorion of the New Asgods n. 1) - storia di Keith Giffen, disegni di John Romita Jr.